# Ágoston Julián Imre
Szentpéterúri Ágoston Julián Imre (Kalocsa, 1909. augusztus 28. – Budapest, 1969. március 18.) ciszterci szerzetes, pap, tanár, író és költő.

## Családja és származása
A régi zalamegyei nemesi származású szentpéterúri Ágoston családnak a sarja. Apja szentpéterúri Ágoston Ödön (1878–1912), kiskőrösi járásbírósági törvényszéki írnok, édesanyja Jung Anna (1882–1973). Az apai nagyszülei szentpéterúri Ágoston Elek (1848–1901), budapesti külső Váci úti hajléktalan menházi felügyelő, és az első neje Karkovszky Alojzia (1851–1896) voltak. Az apai nagyapai dédszülei szentpéterúri Ágoston József (1799– 1869), Zala vármegye első alügyésze, táblabíró, földbirtokos, ügyvéd, zalalövői alszolgabíró, és domjánszeghi Domján Rozália (1805 –1855), domjánszeghi Dómján József (1765–1831) zalai alispánnak, királyi udvarnoknak és  tubolyszeghi Tuboly Borbála (1780–1832) asszonynak a lánya voltak.

## Életpályája
Gyakorló katolikus család első gyermekeként született. Édesapja Ágoston Ödön, jómódú, királyi törvényszéki tisztviselő volt, aki a kiskőrösi Királyi Járásbíróságról került törvényszéki írnokként Kalocsára. Háromévesen traumaként élhette meg édesapja elvesztését, 1912-ben, abban az évben, melynek nyarán megszületett Géza, a család második fiúgyermeke. A két fiát egyedül nevelő édesanya mindent megtett annak érdekében, hogy fiait felnevelhesse. 1913-ban a jobb megélhetés reményében Kalocsáról Bajára költöztek, ahol az édesanya rokonai testvéri szeretettel fogadták be őket. Az Alföldy család lett az özvegy és két gyermeke pártfogója, s az ő anyagi segítségükkel a két árván maradt testvér tanulhatott is.
Ágoston Imre az 1919/20-as tanévben kezdte meg középiskolai tanulmányait a bajai Ciszterci Rendi Főgimnáziumában. A következő tanévet, 1920/21. Szekszárdon az Állami Főgimnáziumban folytatta eredményesen. 1926./27. tanévben érettségi vizsgát tett Baján, a Ciszterci Rendi Főgimnáziumban. 
A paptanárok szellemisége megváltoztatta a valláshoz való viszonyát. A közösségi élet, a hittanórák hangulata, valamint a lelki olvasmányok a mélyen vallásos fiatalembert egy életre elkötelezték a szerzetesi élet iránt.
1927-ben megkezdi teológiai tanulmányait a zirci Hittudományi Főiskolán és a budapesti Pázmány Péter Tudományegyetem Bölcsészkarán, magyar-latin szakon.
1927. augusztus 29-én öltötte magára Zircen a novíciusok fehér ruháját, s a rendben a Julián nevet vette fel.  
Egy év elteltével, 1928. augusztus 30-án tett egyszerű szerzetesi fogadalmat. Teológiai tanulmányait Zircen 1931-ben, bölcsészeti tanulmányait a Budapesten, 1932-ben fejezte be. Áldozópappá 1933. július 2-án szentelték fel. Bölcsészetből a Pázmány Péter Tudományegyetemen, 1934-ben doktorált, cum laude eredménnyel. Doktori értekezését Kaffka Margitról írta, akárcsak egykoron Radnóti Miklós. Irodalomtörténeti tanulmánya Kaffka Margitról abban az évben nyomtatásban is megjelent. Rónay Györggyel, Thurzó Gáborral és Zimándi Pius premontreivel irodalmi kört alkottak. 
Felszentelt papként először Fejér megyébe került a Ciszterci Rend jószáguradalmára, Előszállásra, ahol Bosnyák Pongrác O. Cist. mellett, segédlelkészi teendőket látott el 1934 és 1936 között. Hivatásával – a középiskolás korú fiatalok tanításával és nevelésével – tartósan 1936-ban Egerben találkozott. Katedrát kapott az egri Ciszterci Rendi Szent Bernát Gimnáziumban, ahol tanárként eltöltött tizenkét esztendő alatt, az itt tanító szerzetestanárok között megélt magas szintű szellemi környezet a fiatal pályakezdő tanár számára maradandó élményt nyújtott. Egerbe kerültekor, nyomban egy elsős osztályt kapott. Később, a Ciszterci Diákszövetség Egri Osztályának tisztségviselője lett.  
Pedagógusként a pályán eltöltött évek alatt, szaktárgyában alapos felkészültségű, nagyon jó érzékkel megáldott tanáregyéniséggé vált, akiért rajongtak a diákok. A ciszterci gimnáziumok tanári kara híres volt a szigoráról, az egységes és következetes szellemiségéről, a mindenkire egyformán érvényes toleráns magatartásáról, ami közösséggé kovácsolta az ott tanuló diákságot. Juliánt osztályfőnökként igazságos, következetes embernek ismerte, és szerette a közösség. Nyílt, közvetlen, barátságos tanáregyéniség volt. A gimnázium önképző köre, elnökké választotta.
Dr. Ágoston Julián versei 1934-től folyamatosan jelentek meg a különböző lapokban és folyóiratokban (Élet, Napkelet, Mária Kongregáció, Vasárnap, Vigília stb.). 1931-től van annak nyoma, hogy egyáltalán verset írt. Ezek a korai versek fékezhetetlen indulatokról vallanak… Rendkívül energikus korai költészetében, határozottan fogalmazza meg költői hitvallását: „szavak hancúroznak bennem” kifejezés jelzi, hogy költői kifejezéskincse nem hagyja nyugodni. Gondolatait felhőfoszlányokhoz hasonlítja, s önmagát a világ legnagyobb álmodójának tartja. Abban a korban ugyanis, azaz az 1930-as évek első éveiben, amikor pályája elindult „őszbe bukik a legvirágosabb kikelet” is. Ars poeticáját már egész korán megfogalmazta. Teológiai tanulmányai végeztével elkezdett egyetemi pályafutását még alig fejezte be, s máris tollat ragadott, s társaival összefogva vette fel a harcot a társadalomban feszülő ellentétek ellen. 
Irodalmi munkássága alapján az egri Gárdonyi Géza Irodalmi Társaság választmánya 1937-ben tagjai sorába, és a Thália cím alatt működő egri színházi körének elnökévé választották. Tagja lett a Balassi Társaságnak, a Vas Gereben Társaságnak, a Magyar Katolikus Történészek Társaságának, és találkozhatunk nevével a Prohászka Társaság névjegyzékében is.  
Kezdetei verseit nagyon ritkán látta el dátummal, azonban a megjelenő lapok és folyóiratok rendre datálták azokat. „Nem véletlen, hogy a kiadatlan verseinek gyűjteményes kötetet sokszor két dátumot is rejt: az egyik a megírás dátuma, míg a másik a megjelenésé.” Verseinek első gyűjteménye kötet formában 1938-ban jelent meg, a karácsonyi könyvvásáron, Fekete remeteségem címmel. A címlapon szereplő izmos férfialak grafikáját Ócsvár Géza tervezte, az egri Szent Bernát Gimnázium híres rajztanára. A verseskötet második kiadása 1939-ben, harmadik kiadása 1991-ben jelent meg a Mi világunk és Szerkesztőségei gondozásában. Rónay László a harmadik kiadás utószavában a következő szavakkal emlékezik vissza dr. Ágoston Julián költészetére: 
„Csillagnak indult a magyar líra egén, méltó társaként a harmadik nemzedék költőinek. Egyetlen verseskötetét, a Fekete remeteségem áradó, látomásos szabad verseivel semmivel sem rosszabb kezdet, mint a többieké, akiket ma klasszikusként tisztelünk. Az a türelem, nyugalom, amely a prózaíráshoz elengedhetetlen, hiányzott belőle. Lángolt, lobogott, tervezgetett.”  
Az egri Gárdonyi Géza Irodalmi Társaság 1939-ben főtitkárává választotta. Irodalmi munkássága alapján a fiatal ciszterci pap, tanár, költő szívesen látott vers-előadóművész lett irodalmi körökben. Ettől az évtől folyamatosan vett részt a pécsi Janus Pannonius Társaság ülésein, ahol legújabb költeményeiből adott elő néhányat. A győri Kovách Pál Irodalmi és Közművelődési Társaság állandó előadója, 1942-től a társaság rendes tagja lett.
„Költeményeiben egyre gyakrabban jelennek meg az egyház nagy ünnepei. Az Adventi bűnbánat rorátés időszaka, a Karácsonyt Jézus váró gyertyalángja, a virágvasárnap ujjongó öröme, Húsvét allelujás hozsannája, a Szentlélek pünkösdi lángja. Mind, mind egy-egy ünnep, az ember ezernyi szokásával szépségesen szép hagyományával s az Isten iránti olthatatlan szeretetével és a lelkekben rejtőzködő szent titkaival. Május ünnepe Ágoston Juliánban megidézi a Mária-litániák szépségesen szép emlékét.”  
Csak egy perc, csak egy pillanat!

Szívem egy-egy ütést kihagy.

Eszembe jut a kongatás, 

amikor úgy volt: nincs tovább!

Megcsendülök. Nesztelen

lépek feléd: szívem, kezem

öled rejtem, Szűzanya,

Május Királyné asszonya.

Fogadj el, ennyi az egész!

Életem lassan ködbe vész,

szívem - ha megáll - nem hagyod,

ugye, hogy Fiadnak adod?!
(Ágoston Julián kiadatlan versei, In: Májusi köszöntés)
„Szent Erzsébet, a boldogságos Szent Szűz, Szent Antal, Szent Bernát, Szent Imre, Szent Margit, Szent Kinga jelennek meg néha többször is dr. Ágoston Julián költeményeiben.” 
Május: szívembe visszatérő dallam; 

ódon igék duruzsolnak a dalban,  

régi rímek s öreg litániák:  

Virágszülő Szűz, Édességes Béke, 

Angyalok Királynője, Egek Éke,

zengi szívemmel az egész világ  
(Ágoston Julián kiadatlan versei, In: Virágszülő Szűz)   
1942-ben jelent meg regénye, Esteván címmel, a Szent István Társulat gondozásában, amely Pécs első püspöke, Szent Mór regényes életét eleveníti meg az olvasó előtt. Ijjas Antal, jó nevű publicista a regény megjelenésével kapcsolatban, az Eger című napilap 1942. decemberi számában a következőképpen fogalmaz meg kritikát: „dr. Ágoston Julián regénye a magyar katolicizmus szépirodalmi törekvéseinek szép példája… Kiadásra ajánlja a regényt az, hogy éppen a katolikus tudomány kutatásai által újólag feltárt és történetileg élővé tett árpád-kort éppen a katolikus regényírás hanyagolja el.” 
„Ágoston Julián Szent Mór története ugyanis – félévszázaddal megírása után röpíti az olvasót Hazánk keresztény kezdeteihez, Európa szellemiségével való tényleges találkozásunk első lépéseihez. Talán Gárdonyi és Móra, Harsányi Lajos és Juszt Béla könyveinek hangulata és látásmódja az égboltja ennek a könyvnek.” 
1943-ban jelent meg egy tanulmánya „A századforduló költészete” címmel. Újságot, folyóiratot is szerkesztett Egerben a háború alatt és után. Szerkesztésében jelent meg 1945-ben, „Az egri kiskalendárium” című évkönyve. A „Nemzedékek” demokratikus folyóirat egyik munkatársa volt, amelynek első száma a háború alatt jelent meg. 
Közéleti szerepet azzal vállalt 1945-ben, hogy Egerben az igazolóbizottság elnöke lett. 1946-ban akkor lett iskolaigazgató, amikor az egri Ciszter Rendi Gimnáziumban megnyílt az általános iskola. Ebben az esztendőben lett a gimnázium igazgatóhelyettese is. 1947-ben a miskolci tankerületben a magyar nyelv és irodalom tanulmányi felügyelőjévé nevezték ki. Ugyanezen év szeptemberében jelent meg „A magyartanítás módszertana” című szakkönyve, amely az általános iskola ötödik osztálya számára készült módszertani útmutató volt.
1948-tól a pécsi Ciszterci rendház tagja, a Nagy Lajos Gimnázium magyar–latin szakos tanára. A Pécsi Tudományegyetem kollégiumának, a Szent Mór kollégiumnak (Maurinum) igazgatója 1950-ig, a szerzetesrendek magyarországi feloszlatásáig. 1950. június 10-én kezdődött meg Pécsett a rendház száműzése és kitelepítése a Nagykunságra, Kunszentmártonba. 1951-ben letartóztatták, majd az ítélet után a Kistarcsai Központi Internálótáborban több mint egy esztendőt raboskodott, ahonnan 1952-ben betegen szabadult. 
1952 őszén már munkát tudott vállalni. Az Állami erdészetnél kapott rövid ideig állást, admisztrátorként. 1953-ban hozzátartozóit, bátyját és családját édesanyjával kitelepítették Egerből. A válságossá vált helyzetben a család Agárdra költözött. 1953–1958 között Julián, a Fejér megyei Állatforgalmi Vállalatnál kapott munkát, ahol normás lett. Hat éven keresztül, többnyire gyalog vagy kerékpáron tette meg az utat a volt szerzetes, tanár, költő Agárdról munkahelyére, Székesfehérvárra. 
Az irodalmi élet fő áramvonalából kikerült, ennek ellenére vidéki lapokba írogatott. Versei közül néhányat a korabeli újságok közöltek, Poór Bernát írói álnéven. Rónay László, a barát, a következő mondatokkal emlékezik vissza ezekre az embert próbáló időkre: „Mindig és egyfolytában szeretett volna visszajutni az irodalomba. A Pest megyei Hírlapban jelentek meg versei. Mindig mutogatta, büszke volt. Ezen kívül a Vigíliában és az Új emberben, de itt nagyon kevés.”
1958-ban költözött testvérével és annak családjával végleg Budapestre. Óbudán bérelt magának egy fészert a Raktár utcában, ahol nagyon szerény körülmények között tudott csak élni. Ekkor már nagyon beteg volt. Meghurcoltatása évei alatt szerzett betegségei kiújultak. Szívinfarktust kapott, amellyel a Bajcsy-Zsilinszky kórház szívosztályán gyógykezelték nyolc hónapig, egykori tanítványának közbenjárására. Felépülését követően, 1958-tól 1963-ig a Földművelésügyi Minisztérium Tenyészállatforgalmi Gazdasági Irodáján előadóként, később főelőadóként dolgozhatott. Tanári katedrát – sokadik kérvényét követően – 1963 őszétől kapott, a biatorbágyi I. sz. általános iskolában, ahol magyar nyelvet taníthatott haláláig. 
1969 tavaszán a Bajcsy-Zsilinszky kórházban hunyt el, súlyos betegségben. Halálának okai: tüdőembólia, rák és újabb szívinfarktus. Öt hónap híján 60 évet élt. A budapesti Farkasréti temetőben helyezték örök nyugalomra. „Temetésén írótársak, szerkesztők, tanárok, tanítványok és családtagjai kísérték utolsó útjára.” Sírját az ezerkilencszázhetvenes években többször is megrongálták, a rajta álló a keresztet háromszor kellett a családjának pótolnia, mert ismeretlenek vagy elvitték, vagy kettétörték. A rendszerváltást követően hamvait családjának még élő tagjai az óbudai Jópásztor Nővérek altemplomában helyezték végső nyugalomra. Öccsét Gézát és feleségét; unokatestvérét és feleségét szintén az altemplomban temettette el családja. 
„Ágoston Julián Imre nevét a magyar irodalomtörténet művelői kevésbé ismerik. Kivételes jelenség az is, hogy költészetét egyáltalán számon tartják… Költői indulását semmiképpen nem lehet elhanyagolni, életsorsa szinte predesztinálja a költészet minden tárgykörére, vagyis leginkább arra, hogy megpróbáltatások miatti egyéni fájdalmát lírikus módjára fejezze ki… Fekete remeteségem könyve háromszori kiadása dokumentálja, későbbi versei a Tiszta kút című kötetben jelentek meg több katolikus költő műveivel egyetemben, s számtalan verspublikációja igazolja tehetségét és személyes lírához való alkalmasságát. Tehetségének alapos bizonyítéka megjelent kötetei… Ő azonban nemcsak lírában alkotott maradandó értékeket, hanem prózában is. Írói, szépírói tevékenysége azonban szinte teljesen feltáratlan maradt mind a mai napig… Pedig aktívan közreműködött az irodalmi életben nemcsak azért, mert Egerben a Gárdonyi Géza Társaság egykori vezetői között tartjuk számon, hanem azért is, mert Esteván című regénye is megért két kiadást s doktori disszertációját Kaffka Margitról a későbbi kutatók megbecsülését is kiváltotta, de ezenkívül alapított, szerkesztett irodalmi lapot, több közéleti írása jelent meg, s neve még a tankönyv-írás területén sem volt ismeretlen.” (Ágoston Julián kiadatlan versei – Eger, 2015. Gonda Kiadó; In: Kilián István 316. o.)
Dr. Ágoston Imre Julián életének főbb eseményei, időrendben:
- 1909.08.29-én, Ágoston Imre Kalocsán született.
- Édesapja, Ágoston Ödön, korai halála, 1912.07.12.(Pest).
- 1913-ban, Bajára költözik az özvegy édesanya árván maradt két fiával, Imrével és Gézával.
- 1919-1927 Gimnáziumi tanulóévek Baján (Ciszterci Rendi Gimnáziumban), Szekszárdon (Állami Gimnáziumban) és Budán (Ciszterci Rendi Szt. Imre Gimnáziumban) Baján érettségizik (Ciszterci Rendi Gimnáziumban).
- 1927-1931 Ciszterci Rend zirci Hittudományi Főiskoláján teológiát tanul és végez teológusként.
- 1933.07.02. Áldozópappá szentelik.
- 1927-1934 A pesti, Pázmány Péter Tudományegyetem bölcsészettan hallgatója magyar – latin szakon.
- 1934. Bölcsészetből doktorál kitűnő eredménnyel, osztályelsőként (Bölcsészdoktori oklevél).
- 1934. Bölcsészdoktori disszertációját Kaffka Margit címmel írta akárcsak egykoron Radnóti Miklós (nyomtatásban megjelent irodalomtörténeti tanulmánya; Ágoston Julián: Kaffka Margit).
- 1937.10.26. Az egri Gárdonyi Géza – Társaság választmánya, tagjai sorába felveszi.
- 1938.04.24. Az egri Gárdonyi Géza Társaság Főtitkára lesz (Torday Ányost váltotta Főtitkári székében).
- 1938. Fekete remeteségem c. verseskötetének megjelenik első kiadása.
- 1939. A pécsi Janus Pannonius Irodalmi Társaság felolvasó ülésein rendszeresen vesz részt: legújabb költeményeiből ad elő nagy sikerrel, melyről a pécsi irodalmi újság korabeli számaiban olvashatunk.
- 1939. Fekete remeteségem c. verseskötetének második kiadása nyomtatásban megjelenik.
- 1939.10.28. dr. Vargha Damján a pécsi Irodalomtörténeti Intézet – és a Szent Mór Kollégium igazgatója meghívja nagybátyámat, Ágoston Juliánt a Janus Pannonius – Társaság felolvasó ülésére előadónak, továbbá meghívja az Erzsébet Tudományegyetem Bölcsészkarára vendégelőadónak.
- 1939.11.25. dr Ágoston Juliánt – mint előadót – a Janus Pannonius – Társaság felolvasó ülésére, az irodalmi társaság titkára, Lovász Pál hívja meg
- 1939.11.27. dr Ágoston Julián az Erzsébet Tudományegyetem bölcsészkarán "A Metafizika szerepe a századforduló lírájában" címmel, november hó 27-én megtartott előadása (sajtókritikák olvashatóak: Dunántúl, 1939.11.28.; Független Magyarság 1939.12.03.; Nemzeti Újság 1939.11.29.).
- 1939. Fekete remeteségem c. verseskötet II. kiadása megjelenik nyomtatásban.
- 1940.03.10. A győri dr. Kovách Pál Irodalmi és Közművelődési Társaság XXV. felolvasó ülésére dr. Ágoston Julián meghívott előadó (sajtókritikák olvashatóak: Győri Nemzeti Hírlap, 1940.03.12.).
- 1940. "Ezer diák a magyar tengeren" c. ifjúsági regénye megjelenik nyomtatásban.
- 1941. Szent Mór himnusz, nyomtatásban megjelenik, melynek szövegét Dr. Ágoston Julián írta.
- 1942.01.20. A győri, dr. Kovách Pál Irodalmi Társaság tagja lesz (ld. Győri Nemzeti Újság 1942.01.20.).
- 1942. Esteván c. regénye Szt. Mór püspök életéről, megjelenik első kiadásban.
- 1942./1943. Esteván c. regény sajtó kritikái (Eger, 1942.12.28.; Nemzeti Újság, 1943.01.03.; Dunántúl, 1942.12.31.; Írott kő, 1943.02.).
- 1943. A századforduló költészete c. tanulmány megjelenik első kiadásban.
- 1945.01. Egri kiskalendárium c. évkönyv, első kiadása megjelenik Egerben, melynek főszerkesztője Dr. Ágoston Julián volt.
- 1945.03. "Nemzedékek" c. szemle első kiadása megjelenik, melynek egyik munkatársa dr. Ágoston Julián volt.
- 1945.01. Az egri Igazoló Bizottság elnöke.
- 1946.-1947. Az egri Ciszterci Rend Szt. Bernát gimnáziumban megalakult általános iskola igazgatója lesz, valamint a gimnázium igazgató helyettese.
- 1947.06. Magyartanítás módszertana c. módszertani könyve Dr. Ágoston Juliánnak megjelenik első kiadásban, amely az általános iskola 5. osztálya számára íródott.
- 1947./1948. tanévben a miskolci tankerületben, magyar nyelv és irodalom tanfelügyelője.
- 1948-tól 1950-ig a pécsi rendház tagja, Ciszterci Rend Nagy Lajos Gimnáziumának magyar-latin szakos tanára.
- 1950.06.10. A pécsi rendház száműzetése Kunszentmártonba (Ciszterciek feloszlatásának dátuma) az egykori, Karmelita Rendházba.
- 1950-1952. Fogság évei (Eger; Kunszentmárton, Recsk munkatábor; Kerepestarcsa gyűjtőfogház).
- 1952. ősze, a szabadulását követően – fogságban szerzett betegségéből gyógyultan – Agárdra költözik öccséhez és családjához, akiket időközben kitelepítettek Egerből és Agárdon találtak menedékre, lakóhelyre.
- 1953.-1958. Fejér-megyei Állatforgalmi Vállalatnál normás.
- 1958-ban, Budapestre költözik, öccse családjával.
- 1958. A budapesti Bajcsy-Zsilinszky kórház szívosztályára került infarktussal, ahol 8 hónapig kezelték.
- 1958-1963. Földművelésügyi Minisztérium Tenyészállatforgalmi irodáján először előadóként, később főelőadóként dolgozik.
- 1963.09.01.- 1969. Biatorbágyi I.sz. Általános Iskola magyar tanáraként, tanítani kezd.
- 1966. TIT előadások szervezésében vállal segítő szerepet.
- 1969. 03.18. A Bajcsy-Zsilinszky kórházban elhunyt betegségben (másodszori szívinfarktus, tüdőembólia a halálának okai).
- 1969. Tiszta kút c. verseskötet halálát követően, megjelenik.

### Irodalmi művei
- Kaffka Margit (Budapest, 1934)
- Fekete remeteségem – verseskötet (Eger, 1938. I. kiadás; Eger, 1939. II. kiadás; Budapest, 1991. III. kiadás)
- Ezer diák a magyar tengeren (Budapest, 1941. I. kiadás)
- Szent Mór himnusz (1941.)
- Esteván – regény (Budapest, 1943. I. kiadás; Budapest, 1991. II. kiadás)
- A századforduló költészete (Budapest, 1943. I. kiadás)
- Az egri kiskalendárium (Eger, 1945)
- A magyartanítás módszertana (Budapest, 1947. I. kiadás)
- Hódolat Máriának (Kunszentmárton, 1950. – megjelent a kunszentmártoni Kármel énekkar összekötő szövege a "Kunszentmártoni nyár 1950. – Ágoston Julián verseskötetében" 2013-ban, 89-97. o.)
- Kerítések közül – versek (Kunszentmárton, 1950. – megjelent kiadatlan versek a "Kunszentmártoni nyár 1950. – Ágoston Julián verseskötetében" 2013-ban, 17-73.o.)
- Tiszta kút – verseskötet (Ecclézsia Kiadó, 1969.)
- Ágoston Julián kiadatlan versei – verseskötet (Eger, 2005. I. kiadás) In: Ágoston Zsolt: Ágoston Imre Julián életrajza 309.o. – 315.o.
- Kunszentmártoni nyár 1950. Ágoston Julián versei – verseskötet Eger, 2013. I. kiadás)